# 中村彩賀
中村 彩賀（なかむら あやか、2000年〈平成12年〉6月9日 - ）は、CBCテレビのアナウンサー。

## 来歴
東京都出身。母は女優の斉藤慶子。慶應義塾幼稚舎、慶應義塾中等部、慶應義塾女子高等学校、慶應義塾大学卒業。
2024年4月、CBCテレビにアナウンサーとして入社（同期は小川実桜、友廣南実、瀧川幸樹）。初鳴きは同年8月5日放送のラジオ番組『つボイノリオの聞けば聞くほど』、及び同日放送のテレビ番組「チャント!」。
2025年3月30日より、先輩である加藤愛の後任として『サンデードラゴンズ』第14代アシスタントを担当。

## 人物
- 趣味は運動、友人と遊ぶ、愛犬を連れてカフェ巡り[3]。
- 高校時代はラクロス部に所属[3]。そのほか小学生でフィギュアスケート、大学生のときゴルフの経験がある。[9]

## 現在の担当番組

### テレビ
- CBCニュース（不定期）
- チャント!（隔週水曜日サブキャスター、2024年10月2日 - ）
- 5chの推し番（2025年4月7日 -　）
- サンデードラゴンズ （2025年3月30日 -、第14代アシスタント）[8]
- NewsX（2025年4月 - 、）

### ラジオ
- CBCニュース（不定期）
- アナののびしろ（2024年10月4日 ‐ ）

## 過去の担当番組

### テレビ
- 東海地方のド定番 なぜそこまで愛される?太田×石井のデララバ（2025年2月26日）
- AIが描いてみた バーンセン美術館（2024年10月 ‐ 2025年4月、 瀧川幸樹、友廣南実、小川実桜と不定期担当）

### 他局での出演
- 週刊さんまとマツコ（TBSテレビ）（2025年1月23日SP、1月26日#163）